# Lacinius carpenteri
Lacinius carpenteri is een hooiwagen uit de familie van de echte hooiwagens (Phalangiidae).